# K. Kovács István
K. Kovács István (Kolozsvár, 1969. május 27. –) erdélyi magyar dramaturg, teatrológus.

## Életrajza
Középiskolai tanulmányait a kolozsvári Brassai Sámuel Elméleti Líceumban kezdte, majd 1988-ban a kolozsvári 3-as számú Matematika–Fizika Líceumban érettségizett. 1989 és 1990 között a kötelező katonai szolgálatát teljesítette. 1991-1994 között a széki, illetve a visai általános iskolákban tanított. 1995-ben sikeresen felvételizett a kolozsvári Babeș–Bolyai Tudományegyetem Bölcsészettudományi Karán működő Színházi Tanszék teatrológia szakára. 1996 és 2002 a kolozsvári Maszkura Egyetemi Színház dramaturgja és rendezője. 1998 és 2000 között az Echinox kulturális folyóirat magyar oldalainak a felelős szerkesztője volt. 1999-ben államvizsgázott. 1999 és 2000 között a Színházi Tanszék keretében működő magiszteri képzésen vett részt. Magiszteri oklevelét a színház- és látványművészet témakörben szerezte meg. 1999-ben a Monitorul de Cluj és a Szabadság című kolozsvári napilapok külső munkatársa. 1999-től a kolozsvári Puck Bábszínháznál volt alkalmazásban mint dramaturg és irodalmi titkár. 2002 és 2005 között a kolozsvári Puck Bábszínház magyar tagozatának a vezetője. 2001 és 2006 között a kolozsvári bölcsészkar doktoranduszhallgatója. A doktorátusi dolgozatmunka irányítótanára dr. Szabó Zoltán professzor az eleusziszi misztériumok színházi szemiotikai és stilisztikai vizsgálatának a témakörében. 2006 és 2007 között a kolozsvári unitárius Püspökségen volt háznagy. 2006-tól az Excalibur Project Kulturális Egyesület ügyvezetője, valamint az egyesület keretein belül működő Excalibur Bábteátrum dramaturgja és rendezője.

## Színházi rendezései és szövegadaptációi
- Micimackó - ifjúsági előadás - dramatizálás. Gyergyószentmiklóson bemutatott szabadtéri előadás. A bemutató : 1995.
- Edouard Schuré, Az eleusziszi szent dráma. Szövegfordítás, dramatizálás, rendezés. Bemutató : 1997. április 15. a kolozsvári Diákművelődési Házban.
- Răzvan Petrescu, A tréfa. Dramatizálás, rendezés. Bemutató : 1998. május 14., a kolozsvári Diákművelődési Házban.
- Georg Büchner, Woyzeck. Dramatizálás, rendezés. Bemutató : 1999. március 4., a kolozsvári Diákművelődési Házban.
- Edouard Schuré, Eleusziszi Misztériumok. fordítás, dramatizálás, rendezés. Bemutató : 1999. június 2., a kolozsvári Diákművelődési Házban.
- Alliterációs abszurd attrakció – akcióművészet, (performance), forgatókönyv, rendezés. Bemutató : 2000. március 10-én, a kolozsvári Babeș–Bolyai Tudományegyetem Radu Stanca színháztermében.
- Bűn és rettegés (pantomim), forgatókönyv, rendezés. Bemutató : 2000. április 18-án, a kolozsvári Tisztek Házában, Fegyverterem.
- Mátyás, az igazságos (bábelőadás), szövegkönyv, rendezés. Bemutató : 2002. május 17. a kolozsvári Puck Bábszínházban
- Földi istenek, avagy bizánci capriccio (Méhes György), dramatizálás, rendezés. Bemutató: 2003. április 15., kolozsvári Puck Bábszínház.
- Oedipus király (Szophoklész), dramatizálás, rendezés. Bemutató : 2004. május 2. a kolozsvári Diákművelődési Házban.
- Tóbiás és Kelemen (Veress Zoltán), dramatizálás, rendezés, Bemutató: 2006. június 2., a kolozsvári Bulgakov Caffé Irodalmi Szalonjában.
- Godotra várva (Samuel Becket), dramatizálás, rendezés. Bemutató : 2007.
- Oedipus Kolonoszban (Szophoklész), dramatizálás, rendezés, felnőtt bábelőadás. Bemutató: 2007. július 23., marosvásárhelyi Félsziget Fesztivál.
- Furfangos Ferkó (bábelőadás - szövegkönyv, rendezés). Bemutató : 2008.
- Nelu Năzdrăvanu (bábelőadás, szövegkönyv, rendezés), bemutató:2016 Szeptember 30. Máramarossziget
- Mátyás király vándorúton - ifjúsági előadás - szövegkönyv, rendezés. Bemutató: 2010, Sarmaság, Dáliák színjátszócsoport.
- Kelekótya kalandjai (bábelőadás, a Grimm testvérek meséje nyomán - dramatizálás, rendezés). Bemutató: 2012.
- A két rakoncátlan kiskakas (bábelőadás - dramatizálás, rendezés): Bemutató: 2015.
- A kiskakas gyémánt félkrajcárja (bábelőadás - dramatizálás, rendezés): Bemutató: 2018.

## Közlései

### Regény
- K. Kovács István: Levelek a katonaládából (dokumentumregény), Ábel Könyvkiadó, Kolozsvár, 2022.
- K. Kovács István: Galócák (ifjúsági regény), Ábel Könyvkiadó, Kolozsvár, 2022.
- K. Kovács István: Hubay Miklós (monográfia) Magyar Művészeti Akadémia Kiadó, Budapest, 2024.

### Hangoskönyv
K. Kovács István: Levelek a katonaládából (dokumentumregény)  http://gepeszkonyv.hu/, https://www.youtube.com/watch?v=zkYsT9aVUpg&t=4284s,, http://anchor.fm/gpsz.

### Kötetek
- Kovács István és Daniela Vartic, Teatrul de Păpuși « Puck » Bábszínház. Ötvenéves évforduló. (A Kolozsvári Bábszínház története). Kétnyelvű kiadás. Remus Kiadó, Kolozsvár, 2000.
- Kovács István és Szekernyés Réka, Kerékpártúra szervezése. Szabaidő-kalauz, Raabe Kiadó KFT, Budapest, 2007.

### Antológiák
- A buszmegállótól a játszma végéig (A Kolozsvári Magyar Színház tizenkét évada), antológia. Szerkesztette Kelemen Kinga. Kolozsvári Állami Magyar Színház Kiadó, Kolozsvár, 2000.
- A szakrális játék, in : Néző, élmény, recepció, Nemzetközi Színháztudományi Konferencia, konferenciakötet, Marosvásárhely, 2005., pp. 122–155.
- Ausztria nekünk, antológia, Vitis Aureus Kiadó, Budapest, 2009.
- Zöldfülű Péter, zöld mesekönyv kicsiknek és nagyoknak, antológia, Baranya megyei Múzeumok Igazgatósága, Pécs, 2010.
- Senkinek sincs nagyobb szeretete… Orbán László élete és vallomások, antológia, szerk. Pál József-Csaba, Verbum Kiadó, Kolozsvár 2013.
- Sacramentsnichen, und Sacramenthauser in Siebenbürgen. In. Die Verehrung das Corpus Christi, Kinga German, Michael Imhofverlag, 2014, Petersberg, pp. 162, 205, 229. Fotó.
- Rímes nyelvi játék, antológia, szerk: Balázs Géza - Minya Károly - Seres Lili Hanna, Anyanyelvápolók Szövetsége, Budapest, 2019.
- Barátság a négy fal között, Poket Könyvkiadó, Budapest, 2020.
- Gyermekgyári Margaréta, in. Küzdelem a gyermekekért, Nagycsaládosok Országos Egyesülete, Budapest, 2020
- Amikor sarjadt a hóvirág, in. Kárpát-medencei Életmesék, Mosolyvirág Kiadó, Debrecen, 2021, ISBN 978-615-01-1734-8

### Tanulmányok
- Az Eleusziszi Nagy Misztériumok, in : Echinox/ 10-11-12, 2000, XXXII, pp. 27–29.
- Az Eleusziszi Misztériumok hermeneutikája, in : Echinox, 1999/ 7-8-9, pp. 38–39.
- A rajzfilmek esztétikai elveiről, in : Echinox, 1999/ 1-2-3, p. 36.
- Az ideális színház néhány irányvonalának rövid összefoglalása, in : Echinox, 1998/ 7-8-9, p. 38.
- Szabadkőművesek varázsfuvolája, in : Echinox, 1997/ 7-8-9, p. 36.
- Az antikvitás illata, in : Helikon, 2004. 23. lapszám, pp. 9–10.
- A mítosz értelmezései, in : Echinox, 2004, 1-2. lapszám, pp. 17–18.
- Odüsszeusz szeretői, in : Helikon, 2005. 8. lapszám, pp. 10–11.
- Télvégi tobzódások, in : Helikon, 2007. 4. lapszám, pp. 13–14.
- Bolond bölcsek, bölcs bolondok, in : Helikon, 2007. 13. lapszám, július 10.
- A görög tábor, in : Helikon, 2008. 8. lapszám, április 25.
- A harminckét (kártya)lapos Schiller-dráma, in : Géniusz, 2008, 49. lapszám, pp. 53–58.
- Téleiosz, in. Szabadság, 2008.08.14.
- Alliterációs abszurd attrakció – akcióművészet, in : Sikoly, Muzsla, 2009, 20-21. téli lapszám, pp. 145–146.
- Ki az anyád? Avagy: Múmia a festett nagybőgőtokban - Hubay Miklós - Elveszett Paradicsom Alapítvány, konferencia

### Kritikák, cikkek, tárcák
- Ismét Rosencranzékról, in Szabadság, 1995. február 18., p. 8.
- Az Übük természetrajza, in Szabadság, 1995. március 25., p. 6.
- Vízkereszt, vagy amit akartok, in Szabadság, 1995. április 22., p. 8.
- Molnár könnyed könnyei, in Szabadság, 1996. március 29., p. 8.
- Csupán székek, in Szabadság, 1996. szeptember 2., p. 6.
- Mindennapi gonoszságunk – Lucifer a kozmokrátor, in Szabadság, 1997. február 2., p. 6.
- Misterele Eleusine-Clujene la Concordia 1999, Monitorul de Cluj, 1999. november 4., p. 6
- Scaunele, in Monitorul de Cluj, 1999. november 10. p. 6
- Troilus & Cressida, in Monitorul de Cluj, 1999. november 18., p. 6.
- Akárki, in Szabadság, 1999. december 16. p. 2.
- Vox Humana, in Monitorul de Cluj, 1999. december 20., p. 12
- Emberi hang, in Szabadság, 1999. december 20., p. 2.
- Rózsa és Ibolya, in Szabadság, 2000. január 20., p. 2
- Trandafir şi Viorea, in Monitorul de Cluj, 2000. január 15., p. 6.
- Mátyás a vérpadon, in Szabadság, 2000. január 26., p. 2.
- Színészek, bábok, sámánok, in. Művelődés 2, 2000. február, p. 8
- Világszép Nádszálkisasszony, in Szabadság, 2000. március 31., p. 2.
- Határon Túli Magyar Színházak Fesztiválja Kisvárdán 2000, in Szabadság, 2000. június 19., p. 8.
- Jer pajtás Betlehembe! in. Szabadság, 2001. január 13., p. 2.
- A holdbeli csónakos, in Szabadság, 2001. június 16., p. 2.
- Kisvárdai Fesztiválnapló, in Irodalmi Jelen, 2003. augusztus, p. 6.
- Egy római polgár naplója, in Irodalmi Jelen, 2004. augusztus, p. 8.
- Mátyás a vérpadon, avagy ne félj önmagadtól in. Helikon, XIX évfolyam, 2008., 16 szám, augusztus 25.
- Zártkörű könyvbemutató, amúgy bábos módra, in. Irodalmi Jelen, Helyszíni tudósítások pályázatán Különdíjban részesült írásmű, www.irodalmijelen.hu
- Túl a Kis-Szamoson, túl az Óperencián, in. Háromszék, 2010.10.30.
- Gézagyerek, avagy: A láthatatlan Tizenkettedik szereplő, in. Unitárius Közlöny, 2011. július, pp. 19–20.
- „Tulajdonképpen egyszemélyes színházi intézmény vagyok...” Színészportré Zorkóczy Zenóbiáról, in. Művelődés, 2012. október
- Rosszcsont Zénó vándorútra ment, Művelődés, 2019 Januári szám.
- Utas és napvilág, recenzió, Tudaton Magazin, 2022. Január. Hozzáférés: https://tudaton.hu/utas-es-napvilag/
- Metaadat 230, avagy emlék(tábla) a kolozsvári magyar színjátszás kezdetéről, in. Szabadság, p..3., 2022. December 15.
- Hárman… napkeletiek, in. Szabadság, p. 3., 2022. December 23.
- Elsősorban keresztény vagyok, vagy pedig magyar? In. Szabadság, 2022. Szeptember 17.
- De én színész akarok lenni! Beszélgetés Szűcs Ervin színművésszel, in. Szabadság, 2023. február 22. Hozzáférés: https://szabadsag.ro/article/-de-en-szinesz-akarok-lenni-
- Esti fohász Kiscsillagért - interjú Kántor Melinda színművésznővel, in. Szabadság, 2023. március 5. Hozzáférés: https://szabadsag.ro/article/esti-fohasz-kiscsillagert
- A festett arcú bohócban egyszer csak meglátni az embert, interjú Gedő Zsolt színművésszel, in. Szabadság, 2022. Március 25. Hozzáférés: https://szabadsag.ro/article/-a-festett-arcu-bohocban-egyszer-csak-meglatni-az-embert-
- Arcképtöredék, avagy az orrhegy csúcsa. Diskurzus Viola Gábor színművésszel, in Szabadság, 2023. április 23. Hozzáférés: https://szabadsag.ro/article/arckeptoredek-avagy-az-orrhegy-csucsa
- Talán egy csehovi nőalak... Beszélgetés Vindis Andrea színművésznővel, in. Szabadság, 2023. május 16. Hozzáférés: https://szabadsag.ro/article/-talan-egy-csehovi-noalak-
- Csak azért nem lőttünk agyon, mert a papnak a fia vagy. Interjú Kardos M. Róbert színművésszel, in. Szabadság, 2023. szeptember 25. Hozzáférés: https://szabadsag.ro/article/-csak-azert-nem-lottunk-agyon-mert-a-papnak-a-fia-vagy-
- Norén-dráma lesz a Kolozsvári Állami Magyar Színház 231. évadjának első bemutatója, in. Szabadság, 2023. október 5.
- Maiak Morgenstern segített a románleckéim megírásában. Interjú Fogarasi Szép Alpár színművésszel, in. Szabadság, 2023. október 24. Hozzáférés: https://szabadsag.ro/article/-maia-morgenstern-segitett-a-romanleckeim-megirasaban-
- Maga azt hiszi, hogy a béke jobb a háborúnál!, in. Szabadság, 2023. november 8. Hozzáférés: https://szabadsag.ro/article/-maga-azt-hiszi-hogy-a-beke-jobb-a-haborunal-
- A színészet misszió! Interjú Pánczél Lilla színművésznővel, in. Szabadság, 2023. november 12. Hozzáférés: https://szabadsag.ro/article/-a-szineszet-misszio-
- Rómeó? És? Júlia?, in Szabadság, 2023. november 17. Hozzáférés: https://szabadsag.ro/article/romeo-es-julia-
- A szerepeket nem mérlegen mérik. In. Szabadság, 2023. december 27. Hozzáférés: https://szabadsag.ro/article/szerepeket-nem-merlegen-merik?
- Mert a színház, az egy más világ, in: Szabadság, 2024. január 12. Hozzáférés: https://szabadsag.ro/article/mert-szinhaz-az-egy-mas-vilag

### Novellák
- Levelek a katonaládából, a „Dunánál 2008” irodalmi pályázatán I. díjat nyert novella, www.aranytiz.hu
- Anyanyelvem és nemzetiségem: garabonciás, , a „Dunánál 2009” irodalmi pályázatán Különdíjat nyert alkotás, www.aranytiz.hu
- Pane e pomodoro I, Tudaton Magazin, 2022. Március 9. Hozzáférés: https://tudaton.hu/pane-e-pomodoro-elso-resz/
- Pane e pomodoro II, Tudaton Magazin, 2022. Március 18. Hozzáférés: https://tudaton.hu/pane-e-pomodoro-masodik-resz/
- Pane e pomodoro III., Tudaton Magazin, 2022. Március 26. Hozzáférés: https://tudaton.hu/pane-e-pomodoro-3-resz/
- Már megint hazudtam, avagy hány könnycsepp egy macskaélet?, Szabadság, 2022. Augusztus 5. Hozzáférés: https://szabadsag.ro/article/mar-megint-hazudtam-avagy-hany-konnycsepp-egy-macskaelet-
- A kertlakó, vácrátoti irodalmi napló I., Magyarírórezidencia.hu. Hozzáférés: https://magyarirorezidencia.hu/iroi-naplok/a-kertlako-vacratoti-irodalmi-naplo-1-resz-k-kovacs-istvan.html
- A kertlakó, vácrátoti irodalmi napló II., Magyaríróreyidencia.hu. Hozzáférés: https://magyarirorezidencia.hu/iroi-naplok/a-kertlako-vacratoti-irodalmi-naplo-2-resz-k-kovacs-istvan.html

A kötekről megjelent recenziók
- Rostás Péter István, Leltár egy bakakofferben, rádióinterjú, Kolozsvári Magyar Rádió, 2022 Február 15. Hozzáférés: http://www.kolozsvariradio.ro/2022/02/15/leltar-egy-bakakofferben/
- P. Buzogány Árpád, Káosz, bűz, éhezés, utálatban és megvetésben, in. Látó, 2022. júliusi szám.
- Nánó Csaba, Amikor kinyílik a katonaláda fedele, in. Erdélyi Napló, 2022. október 9. Hozzáférés: https://erdelyinaplo.ro/kulturter/amikor-kinyilik-a-katonalada-fedele
- Székely Kriszta, Fiúregény, lányoknak is, in. Szabadság, 2023. Január 22. Hozzáférés: https://szabadsag.ro/article/fiuregeny-lanyoknak-is
- Zorkóczy Zenóbia, Dokumentumregény egy tizenkilencéves kiskatona optikájából / Emlékek a katonaládából, in. Magyar Nemzet, 2023. Április 2. Hozzáférés: https://magyarnemzet.hu/kultura/2023/04/emlekek-a-katonaladabol
- Antal Erika, A rezidencián hamar kialakul az alkotó számára megfelelő életstílus, in. Vasarhely.ma, 2023. június 16. Hozzáférés: https://www.vasarhely.ma/a-rezidencian-hamar-kialakult-az-alkoto-szamara-megfelelo-eletstilus/
- Ferenc Zsolt, Írók reggelei a rádióban - Bárkiből lehet Könyvfaló, rádióinterjú, in. Kolozsvári Magyar Rádió, 2023 október 13. Hozzáférés: http://www.kolozsvariradio.ro/2023/10/13/irok-reggelei-a-radioban-barkibol-lehetett-konyvfalo/

## Ösztöndíjak
- 1998. görögországi (Athén, Eleuszisz, Epidaurosz, Delphoi) tanulmányúton vett részt, amelynek célja az antik görög színházak, valamint az eleusziszi szentély meglátogatása és tanulmányozása volt.
- Az Erdélyi Múzeum Egyesület kutatói ösztöndíja (1999-2000 ; 2000-2001).
- A Sapientia Alapítvány doktoranduszi ösztöndíja (2000-2001 ; 2001-2002).
- A Magyar Tudományos Akadémia doktoranduszi ösztöndíja (2001-2002).
- A Magyar Köztársaság Tanügyi Minisztériumának kutatói ösztöndíja (2002-2003 ; 2003-2004).
- Arany János kutatói ösztöndíj (2004-2005).
- Magyar Írórezidencia, Vácrátot, 2022.
- Magyar Írórezidencia, Marosvásárhely, 2023.
- Hubay Miklós Elveszett Paradicsom Alapítvány kutatói ösztöndíja 2022-2023.

## Díjak
- A Babeș-Bolyai Tudományegyetem Bölcsészettudományi Karán 1997. április 11-én megrendezett T.D.K.-n (Tudományos Diákkonferencia), a Szabadkőműves opera című tanulmányával második helyezést ért el.
- Az 1998-as Marosvásárhelyen megrendezett Egyetemi Színházak Országos Fesztiválján A tréfa című rendezésével a zsűri Különdíjában részesült.
- Az 1999 októberében, Sepsiszentgyörgyön megrendezett Concordia Nemzetközi Magyar Színjátszó Fesztiválon, az Eleusziszi Misztériumok című előadása összesen hat díjban részesült : a Legjobb Előadás Díja, a Legjobb Rendező Díja, valamint négy Különdíj.
- Az 1999-es marosvásárhelyi Egyetemi Színházak Országos Fesztiválján a Woyzeck című előadás a marosvásárhelyi Nemzeti Színház Különdíjában részesült.
- A 2001-es Concordia Nemzetközi Magyar Színjátszó Fesztiválon, A tréfa című produkció elnyerte a fesztivál Legjobb Rendezés és a Legjobb Előadás díját, valamint két Különdíjat.
- A kolozsvári Diákművelődési Ház Díszoklevele, az ott kifejtett többéves tevékenységért (2007).
- A budapesti Aranytíz által meghirdetett „Dunánál 2008” vers- és novellaíró pályázaton a Levelek a katonaládából című novellája első díjban részesült.
- A budapesti Aranytíz által meghirdetett „Dunánál 2009” vers- és novellaíró pályázaton, az Anyanyelvem és nemzetiségem : garabonciás című novellája Különdíjban részesült.
- A Magyar Oktatási és Kulturális Minisztérium, valamint az Anyanyelvápolók Szövetségének Díja és oklevele (2009).
- Az Irodalmi Jelen által meghirdetett Helyszíni tudósítás című pályázaton, a Zártkörű könyvbemutató, amúgy bábos módra című írása Különdíjban részesült (2010).
- A sétatér lakói című természetvédelmi meséje, a Duna-Dráva Nemzeti Park Igazgatóságának  pályázatán, felnőtt kategóriában, 3. helyezést ért el (2011).
- Az RMDSZ és a Communitas Alapítvány által meghirdetett: "100 év a lépcsőházban" elnevezésű drámapályázaton a Transzilván tabuk, azaz: harminc a százból  című színműve, a harmadik díjban részesült. Díjátadás: 2018. szeptember 21., a Magyar Dráma Napján, Kolozsvár, Kaszinó.
- A budapesti Anyanyelvápolók Szövetsége által meghirdetett  Rímes nyelvi játék 2019 pályázat oklevele.
- A  pécsi Jelenkor folyóirat elismerő oklevele 2020.
- A kecskeméti Médiacentrum elismerő oklevele 2020.
- A Paloc Társaság, Magyar Kultúra Napja - 2021. elnevezésű pályázatán, az Emlékmorzsák Erdélyből című írása első díjban részesült. Online díjátadó: Budapest, Magyarság Háza, a Magyar Kultúra Napján, 2021. január 22.
- A Trianon 100 Levélíró Pályázaton, a Határok közt megbélyegezve című írása második díjban részesült. 2021. április 11.
- A Nemzeti Összetartozás Éve Irodalmi Pályázaton, a Hazátlan bozgorok című írását első díjjal tüntették ki. 2021. június 4.